# Christian von Jessen
Johan Christian von Jessen (2. januar 1817 i Nykøbing Falster – 6. februar 1884 i Horsens) var en dansk jurist, politiker og indenrigsminister, bror til Frantz Christopher von Jessen.

## Karriere
Christian von Jessen blev født i Nykøbing på Falster og var søn af gehejmekonferensråd Matthias Reinholdt von Jessen. Han dimitteredes 1834 fra Herlufsholm, blev juridisk kandidat 1840, samme år volontør i Rentekammeret og hofjunker, 1842 fuldmægtig ved Fyens Stiftsamt, 1843 konstitueret herredsfoged i Lunde, Skam og Skovby Herreder, 1844 kammerjunker, 1845 konstitueret og 1846 fast ansat som borgmester og byfoged i Svendborg, til hvilket embede i 1852 Tåsinge Birk henlagdes. Han hørte til den ikke meget store kreds af yngre, virkelystne embedsmænd med liberale tendenser, som i absolutismens sidste dage søgte at bringe lys og luft ind i de gammeldags, skimlede forhold og derved at berede jordbunden for den gryende nye tid. Med iver og dygtighed optog han de forskellige kommunale opgaver, som trængte til løsning, og Svendborg by, der snart kom til at indtage en af de forreste pladser blandt landets købstadkommuner, skylder hans 14-årige virksomhed meget. Efter at han 1858 var blevet kammerherre, udnævntes han 1859 til borgmester og byfoged i Horsens og fandt her et nyt felt for sin virkelyst.

## Minister
Ganske uventet kaldtes han bort her fra til en betydelig højere stilling. Hen imod slutningen af året 1859 affødte de Danner-Berlingske forhold ved hoffet en ministerkrise; C.C. Hall og hans kolleger indgav deres demission, og det overdroges til kammerherre C.E. Rotwitt at danne en ny regering. Han fik tilslutning hos C.F.A.B. Blixen-Finecke og Regnar Westenholz, og det var denne sidste, som foreslog at overdrage Indenrigsministeriet til von Jessen, den gang Folketingsmand for Svendborg by (valgt 1858). Han tog meget ivrig fat på sine nye forretninger og ville sikkert have prøvet sine kræfter på reformer og fremskridt i en meget vid udstrækning, dersom der var blevet levnet ham tid dertil; men ministeriet, der var dannet 2. december 1859, sprængtes allerede 8. februar 1860 ved Rotwitts pludselige død, og von Jessen vendte tilbage til sit embede i Horsens. 1864 førtes han af fjenden til Rendsborg, hvor han sad 10 uger fangen.

## Politiske interesser
Blandt de sager, for hvilke han nærede speciel interesse, var udviklingen af samfærdselsmidlerne, særlig af de jyske jernbaner; fra 1874-79 var han kgl. kommissarius for Silkeborgbanen, fra 1875 tillige ved de fynske baner. Han sad i flere større kommissioner. 1864-65 var han medlem af Rigsrådets Folketing, fra 1866 til sin død havde han sæde i Landstinget for 10. kreds og deltog altid med liv i forhandlingerne. Han talte let og flydende, havde en rigdom af ideer og var altid rede til at gå ind på noget nyt, men det var mere stemninger og følelser hos ham end gennemtænkte planer, støttede til grundig undersøgelse og bårne frem af energisk vilje. I sin politik tilhørte han oprindelig den nationalliberale retning, så længe denne i årene omkring 1848 var det fælles udtryk for folkefølelsen; senere indtog han en vis særstilling, ikke uden tilbøjelighed til at nærme sig de "folkelige" anskuelser, hvis ledere dog ikke ville anerkende ham som fælle. Han døde pludselig i Horsens 6. februar 1884. Jessensgade i Horsens er opkaldt efter ham.
Von Jessen, som 1876 blev Kommandør af Dannebrog, blev i 1847 gift med Sophie Augusta Dichman (f. 21. oktober 1825), datter af kaptajn, toldinspektør Fr. Chr. Dichman; hun overlevede ham.